# ويليس لي
ويليس لي (Willis A. Lee) هو لاعب أولمبي لرياضة الرماية من الولايات المتحدة. شارك في الأولمبياد الصيفي في 1920، وفاز بما مجموعه 7 ميداليات.

## الميداليات
| ذهب | فضة | برونز | المجموع |
| 5   | 1   | 1     | 7       |

## روابط خارجية
- ويليس لي على موقع أوليمبيديا (الإنجليزية)